# Манч Санчез
Манч Санчез (енгл. Manche Sanchez) измишљени је лик из америчке ТВ серије Бекство из затвора. Његов лик тумачи Џозеф Нунез. Манч се у серији први пут појављује у петнаестој епизоди.
Манч Санчез је рођак Фернанда Сукреа и Хектора Авиле. Одрастао је у Чикагу. После хапшења Сукреа због оружане пљачке, Санчез је због истог злочина дошао у Фокс ривер, где је радио у праоници рубља. Био је члан тима Скофилда и Бероуза, који су хтели да побегну из затвора. У ноћи бекства, он и Чарлс Вестморланд нису успели да пређу затворске зидине. Његов рођак и још седам других затвореника су успели да побегну.